# NGC 1162
NGC 1162 (również PGC 11274) – galaktyka eliptyczna (E), znajdująca się w gwiazdozbiorze Erydanu. Odkrył ją William Herschel 27 listopada 1785 roku.